# Ерёменко, Сергей Александрович
Серге́й Алекса́ндрович Ерёменко (4 сентября 1981, станица Кагальницкая, Ростовская область, СССР — 9 июня 2016, Мураново, Пушкинский район, Московская область, Россия) — российский военный лётчик, командир звена авиационной группы высшего пилотажа «Русские Витязи», гвардии майор, военный лётчик 1-го класса, кавалер ордена Мужества (посмертно).

## Биография
Родился в станице Кагальницкая Ростовской области. В 2003 году окончил Краснодарское высшее военное авиационное училище лётчиков.
Проходил службу на лётных должностях в 31-м гвардейском истребительном авиационном полку. С 2010 года служил в 237-м гвардейском Проскуровском Краснознаменном орденов Кутузова и Александра Невского Центре показа авиационной техники имени И. Н. Кожедуба в Кубинке. За время прохождения службы освоил самолёты Як-52, Л-39, МиГ-29, Су-27. Налетал на всех типах самолётов 800 часов.
Высшим пилотажем занимался с 2011 года, вначале в составе пилотажной группы «Стрижи», затем в пилотажной группе «Русские Витязи», был правым крайним ведомым.
Погиб при выполнении демонстрационного полета 9 июня 2016 года в небе Подмосковья. Похоронен на родине, в станице Кагальницкой Ростовской области.

## Гибель
Утром 9 июня 2016 года Ерёменко выполнял показательный полёт на церемонии открытия памятника авиаторам России в подмосковном посёлке Ашукино. Выполнив на Су-27 два пролёта в составе группы «Русские Витязи», он направился на базу — военный аэродром в городе Кубинка. В 3 километрах от места показа у самолёта отказали оба двигателя и возник пожар. Истребитель начал стремительно терять высоту. Ерёменко, стараясь увести машину как можно дальше от жилого сектора, упустил время для катапультирования и погиб вместе с самолётом, который был найден в 4 километрах от Ашукино и в нескольких десятках метров от крайнего дома деревни Мураново. На земле никто не пострадал.
В 2015 году истребитель Ерёменко проходил капитальный ремонт. Тем не менее, именно техническую неисправность в Министерстве обороны назвали наиболее вероятной причиной трагедии.

## Семья
Был женат, воспитывал двух дочерей. Увлекался футболом.

## Память
- 12 сентября 2016 года, в нескольких метрах от дороги соединяющей деревни Мураново и Артёмово, на месте просеки, оставшейся в лесу после падения самолёта Ерёменко, был установлен памятный знак[7];
- 9 июня 2017 года, накануне годовщины гибели Ерёменко, на кладбище станицы Кагальницкой Ростовской области состоялась церемония открытия памятника[8];
- Именем пилота названа улица в СНТ «Талицкие берега» в Ашукино, неподалёку от места крушения.